# Terrain Awareness and Warning System

Schemat przedstawiający działanie systemu GPWS

Terrain Awareness and Warning System (TAWS) – urządzenie techniczne montowane na pokładzie statków powietrznych w celu ostrzegania pilotów o zbliżającej się powierzchni gruntu (CFIT).

## Działanie
Funkcje zaprogramowane w urządzeniu TAWS tworzą w czterech wymiarach pozycję statku, która obejmują: długość, szerokość geograficzną, wysokość i czas. Dane pobierane są z wysokościomierza, barometru oraz GPS i cyfrowych map kuli ziemskiej. Następnie system porównuje pozycję statku powietrznego z bazą danych na pokładzie, która zawiera szczegóły dotyczące terenu i przeszkód, które można napotkać podchodząc do lądowania. Możliwości TAWS są ograniczone wprowadzonymi wcześniej danymi, czyli mapą powierzchni ziemi i bazą lotnisk.
Właściwy tryb pracy komputera TAWS analizuje np. zbliżanie się do przeszkody albo lotu na zbyt niskim pułapie, wówczas w odpowiednim czasie w słuchawkach pilota rozlega się sygnał dźwiękowy, a głos wydaje polecenie: „terrain, terrain, pull up” oraz zapala się lampka ostrzegawcza „PULL UP”.

## Konwencja chicagowska
Od chwili wejścia w życie rezolucji zawartej w Konwencji chicagowskiej (SARP) odnośnie do wymogów stosowania urządzeń typu TAWS, wypadki spowodowane CFIT w większości statków z napędem turbinowym „spadły praktycznie do zera”.
Konwencja chicagowska poza licznymi aneksami, wzywa m.in. użytkowników statków powietrznych do podjęcia działań, które wspomogą wysiłki władz państwowych, a w szczególności do pilnego wyposażenia użytkowanych przez nich statków w urządzenia techniczne GPWS i TAWS. Do opracowania zasad i procedur operacyjnych zapobiegających wypadkom oraz do przeprowadzenia szkoleń personelu operacyjnego, które efektywnie zmniejszą ryzyko zaistnienia wypadku z powodu niezamierzonego lotu ku ziemi.